# Β鉄
β鉄（ベータてつ、βFe）とは、高純度の鉄（純鉄）において、770～911℃の温度領域にあるとみなされていた鉄の相（組織）である。

## 概要
純鉄にはA2点（770℃）、A3点（912℃）、A4点（1394℃）の３つの変態点があるが、結晶構造解析が未発達だった時代では、A2点以下の強磁性体の鉄をα鉄（フェライト）、A2点以上A3点以下である常磁性体の鉄をβ鉄、そしてA3点以上A4点以下の鉄をγ鉄、A4点以上の鉄をδ鉄としていた。しかしその後の解析で、α鉄・β鉄は両方とも同じ体心立方格子構造をとる、すなわちA2点においては相変態が起こっておらず、α鉄とβ鉄の結晶構造は同じであるということがわかった。このような経緯で現在ではβ鉄はα鉄に統一されたため、『β鉄』という用語は用いられておらず、α鉄の次の相はβを飛ばしたγ鉄となっている。
なお、A2点は純鉄におけるキュリー温度で、鉄の磁性が変化する。